# Nancy Pelosi
Nancy Patricia Pelosi, nata D'Alesandro (Baltimora, 26 marzo 1940), è una politica statunitense, membro della Camera dei Rappresentanti per lo stato della California dal 1987. Pelosi ha inoltre servito per 4 Congressi come 49esima e 52esima Speaker della Camera dei Rappresentanti, dal 2007 al 2011 e successivamente dal 2019 al 2023. Reputata una degli esponenti più conosciuti e importanti del Partito Democratico, nonché rappresentante della corrente progressista del partito, è il membro in carica da più tempo alla Camera dei Rappresentanti nella delegazione congressuale della California.
È stata altresì la prima donna a guidare un partito politico in una delle camere del Congresso, come capogruppo democratico. 
È inoltre membro onorario dell'Organizzazione nazionale delle donne italoamericane. Alla Camera rappresenta dal 1987 il 5º distretto della California; successivamente ha rappresentato l'8º distretto, fino al ridisegnamento del 2013, quando è passata al 12º distretto e nel 2023 all'11º distretto. Tutti e tre i distretti comprendono principalmente il centro della città di San Francisco: il dodicesimo distretto, infatti, copre gran parte della città e della contea di San Francisco, eccetto un piccolo angolo a sudovest, che comprende le aree del "Sunset District" e di "St. Francis Wood", facenti parte del dodicesimo distretto (San Mateo County).

## Biografia

### Gioventù e inizi della carriera

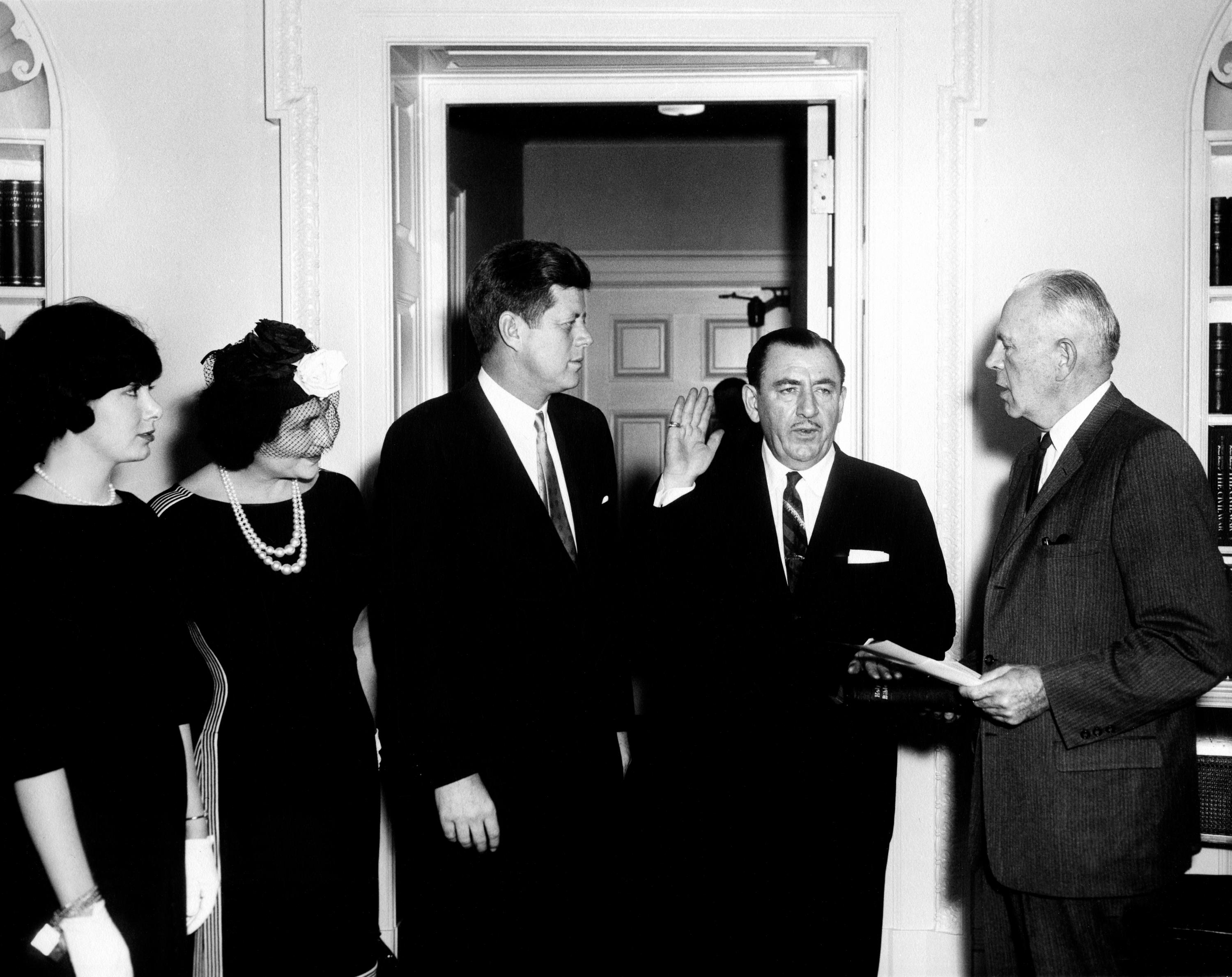
Nancy Pelosi (la prima a sinistra), sua madre, Annunziata Lombardi, e il presidente Kennedy assistono al giuramento di suo padre, Thomas D'Alesandro Jr., come membro del Consiglio di rinegoziazione, nel 1961

Nancy D'Alesandro nasce a Baltimora, nello stato del Maryland, da genitori italoamericani: Annunziata Lombardi (nata a Fornelli nel 1909, arrivata a Ellis Island nel 1912) e Thomas D'Alesandro Jr.. Il nonno materno, Nicola Lombardi, era originario di Fornelli, in provincia di Isernia, nel Molise, e il nonno paterno, Tommaso G. D'Alessandro, era originario di Montenerodomo, piccolo centro in provincia di Chieti, in Abruzzo. Sin da giovane si occupa di politica, dal momento che suo padre, Thomas D'Alesandro Jr., era un rappresentante del Maryland al Congresso nonché sindaco di Baltimora. Suo fratello maggiore, Thomas D'Alesandro III, è stato a sua volta sindaco di Baltimora dal 1967 al 1971.
Nancy ottiene la maturità all'"Institute of Notre Dame", una high school di Baltimora, e si laurea al Trinity College di Washington, dove conosce il suo futuro marito, Paul Pelosi. Quando la coppia si sposa a Baltimora presso la Cattedrale di Mary Our Queen il 7 settembre 1963, si trasferisce prima a New York e poi a San Francisco, dove il fratello di Nancy era un membro del board of supervisors del consiglio cittadino e di contea.
Una volta cresciuti tutti e cinque i figli, Pelosi comincia a farsi coinvolgere più attivamente dalla politica nei ranghi del Partito Democratico, facendosi strada fino a diventare la portavoce dei democratici per la California settentrionale, e unisce le sue forze a quelle dell'altro leader del Partito Democratico californiano, il congressista Phillip Burton. Nancy Pelosi è membro onorario dell'Organizzazione nazionale delle donne italoamericane.

### Famiglia
Nancy Pelosi ha cinque figli: Nancy Corinne, Christine, Jacqueline, Paul e Alexandra.
Proprio quest'ultima ha seguito le campagne repubblicane per le presidenziali del 2000, dalle quali ha tratto il film Journeys with George. Seguì anche le campagne del 2004, sulle quali ha scritto un libro.
La famiglia Pelosi ha un patrimonio netto di 25 milioni di dollari, derivanti principalmente dagli investimenti di Paul. Oltre a un ampio portafoglio di partecipazioni in proprietà immobiliari nella zona della baia di San Francisco, detiene anche quote azionarie per milioni di dollari in società trattate in borsa quali Microsoft, Amazon e AT&T.

### Carriera congressuale
Quando nel 1983 Burton morì, la moglie Sala vinse l'elezione suppletiva per completare il mandato. Quando si ammalò di cancro, suggerì che Pelosi si candidasse alle elezioni del 1988 per il suo seggio. Sala Burton morì il 1º febbraio 1987, appena un mese dopo aver prestato giuramento per il suo secondo mandato. Nancy Pelosi vinse l'elezione suppletiva per prendere il suo posto, battendo di poco il Supervisore di San Francisco Harry Britt ed entrando in carica il 1º giugno 1987. Venne eletta per un mandato intero nel 1988 ed è stata rieletta sedici volte, spesso con più del 70% delle preferenze. Il distretto rappresentato da Pelosi, che comprende il centro di San Francisco, è tra quelli più saldamente in mano ai democratici in tutta la nazione: lo detengono dal 1949 e Nancy Pelosi ha proseguito questa tradizione. Non ha mai affrontato un candidato repubblicano temibile, il che non sorprende dato che i Repubblicani raccolgono solo il 13% dei voti del distretto. Da quando ha battuto Britt, non ha più partecipato ad un dibattito tra candidati.

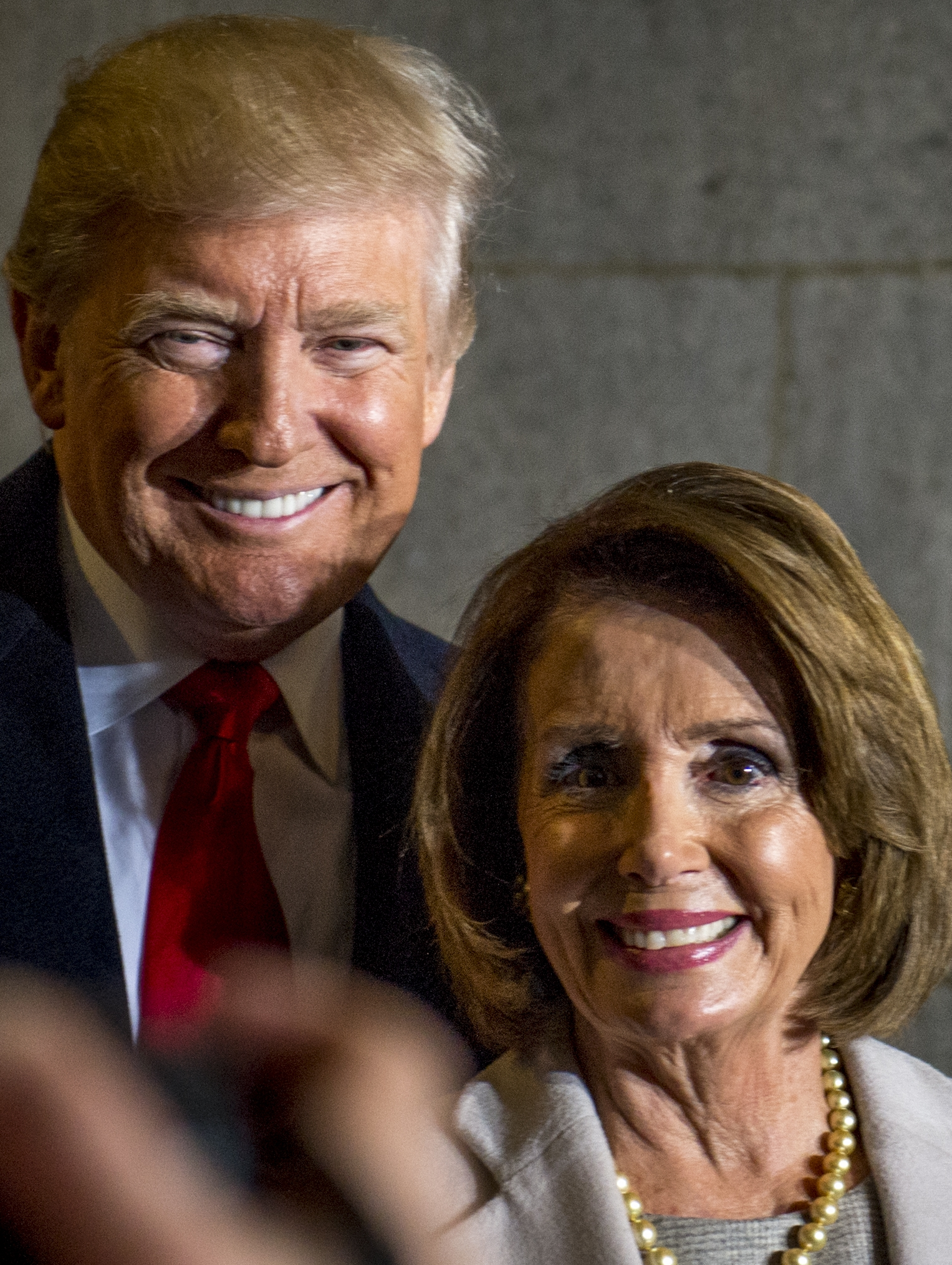
Nancy Pelosi con il presidente degli Stati Uniti Donald Trump il 20 gennaio 2017

Dopo le proteste di Piazza Tienanmen del 1989, Nancy Pelosi divenne una sostenitrice del Movimento democratico cinese e un'aperta critica della Repubblica Popolare Cinese. Sponsorizzò l'Atto per la protezione degli studenti cinesi del 1992.
All'interno della Camera dei rappresentanti (House), ha prestato la sua opera nel "Comitato sugli stanziamenti" e nel "Comitato per l'Intelligence", e ha speso molto tempo cercando fondi per altri membri. Per due anni è stata la rappresentante democratica di più alto grado nel Comitato per l'Intelligence.
Dopo le elezioni di metà mandato alla camera dei rappresentanti del 2006, nel 2007 Nancy Pelosi è stata nominata dalla vasta maggioranza democratica Speaker della Camera dei rappresentanti.
Nella veste di presidente è stata la prima donna a presiedere la seduta comune del Congresso in occasione dello State of Union del 2007. In questa occasione il presidente George W. Bush dopo essere stato introdotto dalla Presidente con la consueta formula: I have the high privilege and distinct honor, volle celebrare l'avvenimento riprendendo la stessa formula affermando: 
(George W. Bush in risposta a Nancy Pelosi in occasione della seduta comune del Congresso per lo State of Union)
Nel 2011 con la perdita della maggioranza alla Camera da parte dei democratici dovette dimettersi e le succedette il repubblicano John Boehner.
Il 3 gennaio 2019, dopo la vittoria nelle elezioni di midterm e la conseguente riconquista del controllo sulla Camera dei rappresentanti, viene rieletta Speaker della Camera.
Nel dicembre 2019 riesce a far approvare la procedura di impeachment su Donald Trump, iniziata nel settembre 2019. L'accusa era quella aver fatto pressioni su nazioni straniere per screditare l'avversario Joe Biden. Il processo si è concluso il 5 febbraio quando la maggioranza repubblicana al Senato ha votato contro gli articoli e assolto il presidente dalle accuse di abuso di potere e ostruzione del congresso.
Il 3 gennaio 2021, è stata rieletta a 80 anni per la quarta volta come Speaker della Camera dei rappresentanti. Sempre nei primi giorni di gennaio 2021, la sua casa di San Francisco è stata vandalizzata con graffiti e messaggi lasciati nel suo garage, insieme a sangue finto e una testa di maiale mozzata.

## Ai vertici del Partito Democratico
Nel 2001 è stata eletta vice del leader della minoranza Dick Gephardt del Missouri. Facendo ciò, Pelosi fu la prima donna negli Stati Uniti a occupare una tale posizione di prestigio per una causa di partito. Da allora, ha fatto campagna elettorale per candidati in 30 stati e in 90 distretti congressuali, ottenendo sostegno per la sua futura ascesa a incarichi più prestigiosi.
Nel 2002, Gephardt rassegnò le dimissioni quale leader di minoranza per cercare la nomination democratica alle elezioni presidenziali statunitensi del 2004, così Pelosi fu eletta leader di minoranza, prima donna nella storia degli U.S.A. ad occupare questa carica. Nel 2007 è stata eletta speaker della camera dei rappresentanti dalla nuova maggioranza democratica, detiene tale carica per due mandati fino alla conclusione del 111º Congresso, quando i democratici persero la maggioranza nella camera bassa, gli è succeduto il repubblicano John Boehner. A seguito di ciò lei viene nominata leader della minoranza carica che ha mantenuto fino al 2019, anno in cui è stata nuovamente eletta presidente della camera, dato che i democratici hanno riacquistato la maggioranza nella camera.

## Posizioni politiche

### Aborto
Nancy Pelosi ha una lunga storia di votazioni Pro-Choice. Sin dal 1995 ha costantemente votato contro qualsiasi proposta di legge che contestasse la decisione della Corte Suprema degli Stati Uniti riguardo allo storico caso di processo per aborto Roe contro Wade. Comunque, ha ricevuto critiche perché nel 2001 ha votato la "Unborn Victims of Violence Act" che rende un crimine federale il commettere violenze contro le donne incinte che interrompono o terminano la loro gravidanza. Nel 2004, cambiò idea e votò contro questa legge, quando venne data una nuova definizione giuridica dell'"attacco violento contro una donna incinta, come costituito da due crimini distinti: uno contro la stessa donna, e l'altro contro il feto che porta in grembo". Ha votato favorevolmente ripetute volte, al finanziamento statale federale delle strutture abortiste ed al destinare aiuti finanziari per aiutare le organizzazioni pro-aborto.

### Agricoltura
Nancy Pelosi ha una nota reputazione come sostenitrice dell'agricoltura americana. Tuttavia, l'agricoltura non è un'attività economica rilevante nel suo distretto, dunque non riesce ad ottenere il supporto di questo settore in tutti i casi che si presentino. Uno dei suoi voti che le attirarono le ire della lobby agricola fu quello contro il "Farm Security and Rural Investment Act" del 2002, che era la prosecuzione di aiuti economici decisi da una legge del Presidente Clinton nel 1996, che stanziava sussidi ai piccoli agricoltori in contrasto al libero mercato, ed agli accordi internazionali sugli scambi commerciali.

### Ambiente ed energia
Da lungo tempo Nancy Pelosi ha sostenuto lo sviluppo di nuove tecnologie per ridurre la dipendenza dal petrolio straniero e gli effetti avversi sull'atmosfera conseguenti al bruciare combustibili fossili. Ha sostenuto ampiamente programmi di risparmio energetico e difesa dell'ambiente ed ha approvato stanziamenti per la ricerca energetica. Ha anche votato contro le perforazioni nella costa nord dell'Alaska (ANWR Drilling).

### Assistenza sanitaria
Nancy Pelosi è sostenitrice di un forte controllo governativo sull'industria dell'assistenza sanitaria. Ha votato ripetutamente per aumentare i benefici e il numero di assistiti nelle categorie Medicare e Medicaid. In aggiunta ha votato per istituire l'eutanasia assistita.

### Bilancio pubblico e tasse
Nancy Pelosi ha sostenuto strenuamente la necessità del pareggio di bilancio della pubblica amministrazione statunitense e sostiene il finanziamento federale dei programmi governativi con aumenti delle tasse quando necessario. Ha sostenuto molti progetti di legge che aumentino l'assistenza ai poveri ed agli svantaggiati, al contempo aumentando le tasse sui percettori di stipendi elevati. Pelosi ha votato contro l'abolizione della tassa sugli immobili. È stata una vivace e loquace sostenitrice del bilancio in pareggio e predica la totale non tolleranza del deficit nella spesa federale.

### Controllo della concessione di armi ai civili
Nancy Pelosi ha votato consistentemente per restringere il possesso di ogni arma da fuoco e da taglio che possano essere nascoste. Ha votato per restringere la quantità di pistole vendute negli Stati Uniti e per estendere il periodo di attesa (comprendente una serie di controlli negli archivi giudiziari del compratore) per l'acquisto di armi da fuoco di qualsiasi tipo. Comunque, votò contro il disegno di legge "24 Hour Background Check Amendment" che avrebbe permesso questi controlli obbligatori, perché il periodo di attesa era di sole 24 ore. In seguito votò per un emendamento a questa proposta di legge che estendeva il periodo a 72 ore. Ha votato anche contro il "Gun Ban Real Act" del 1995, che fissava la sentenza minima di prigione a 5 anni, per il possesso di un'arma da fuoco mentre si commette un crimine ed a 10 anni di prigione per il brandire un'arma da fuoco mentre si commette un crimine federale (in modo violento) oppure per il traffico di stupefacenti perché non conteneva divieti relativi al possesso di armi semiautomatiche e ad armi con grossi serbatoi di pallottole.

### Difesa nazionale
Prima dell'11 settembre 2001, Nancy Pelosi era stata molto restia ad approvare aumenti di spesa governativi per la difesa nazionale e programmi di ricerca su nuove armi. Dopo il 2001 è divenuta una sostenitrice della spese per la difesa nazionale, soprattutto nelle aree della cosiddetta "Guerra al Terrorismo". Soprattutto a San Francisco, Nancy Pelosi viene vista come su posizioni intermedie, più moderate, dato che ha votato in favore del Patriot Act (che attualmente è tornata ad obiettare) ed è uno dei compilatori del Presidio Trust Act, che ha privatizzato il Presidio di San Francisco. Come molti altri politici democratici alla camera, Pelosi si è opposta alla risoluzione che autorizzava il presidente Bush a impiegare le forze militari contro l'Iraq, e ha espresso perplessità sull'esistenza del programma di Saddam Hussein sullo sviluppo di armi di distruzione di massa. Da allora ha cominciato a criticare duramente lo sforzo bellico e ha introdotto un emendamento allo FY 2006 Defense Appropriations Bill (il bilancio dell'anno fiscale 2006) chiedendo a Bush di specificare dettagliatamente una strategia per il successo militare in Iraq, così come una tabella di marcia con una data per il ritiro in sicurezza del contingente di truppe americane ivi dislocate.

### Istruzione
Nancy Pelosi è stata una forte sostenitrice del finanziamento federale dell'istruzione pubblica, sia della scuola pubblica che della scuola superiore. È stata una sostenitrice del caldamente contestato No Child Left Behind Act nel maggio del 2001, che istituiva continui esami per monitorare il progresso degli studenti e per autorizzare un incremento nella spesa scolastica complessiva.

### Immigrazione
Nancy Pelosi è stata una costante sostenitrice dei diritti degli immigrati. Ha votato contro il fatto che venisse concesso ai singoli stati la possibilità di negare servizi d'istruzione pubblica ai clandestini e ha sostenuto la possibilità per loro di ricevere assistenza pubblica come il welfare e Medicaid. Ha votato contro la costruzione della grande doppia rete elettrificata anti-immigrazione tra USA e Messico, lunga più di 1100 km (voluta da George Bush con il Secure Fence Act, approvato nel 2006).

### Lavoro
Pelosi ha votato a favore dell'aumento del salario minimo, durante tutto il periodo nel quale è stata membro della Camera dei rappresentanti.

### Libertà civili
Nancy Pelosi ha votato in favore di ogni tipo di libertà civile ed è una sostenitrice dei diritti stabiliti dal Primo Emendamento della Costituzione USA. Ha votato in favore della libertà di parola, includendo le votazioni contro le leggi che punivano severamente l'atto di bruciare la bandiere USA. Ha votato ed è stata una strenua sostenitrice della separazione tra stato e chiesa. È stata un'oppositrice dell'emendamento del matrimonio federale.

### Scienza e ricerca medica
Pelosi ha votato inoltre per aumentare gli stanziamenti per la ricerca sulle cellule staminali embrionali umane, per trovare possibili terapie per un vasto numero di malattie.